# نتربیتسه (ناحیه تشسکی کروملوف)
نتربیتسه (به چکی: Netřebice) یک منطقهٔ مسکونی در جمهوری چک است که در ناحیه تشسکی کروملوو واقع شده‌است. نتربیتسه ۱۳٫۳۶ کیلومتر مربع مساحت و ۴۷۶ نفر جمعیت دارد و ۶۳۵ متر بالاتر از سطح دریا واقع شده‌است.